# César (Rebsorte)

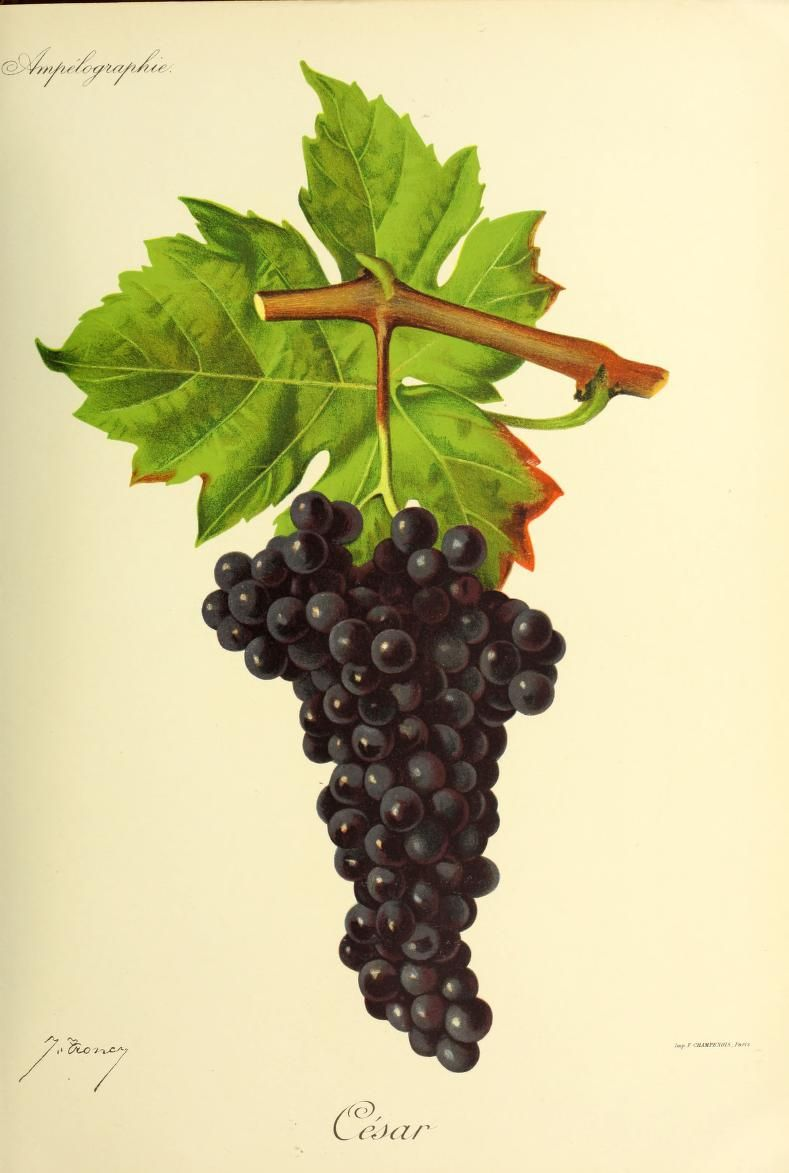
Illustration der Rebsorte César von Jules Troncy in dem Werk "Ampélographie: traité général de viticulture".(1901)

César ist eine autochthone Rotweinsorte aus dem Norden Frankreichs. Sie wurde wahrscheinlich von römischen Legionen in die Gegend des heutigen Départements Yonne gebracht und von den dortigen Kelten schon vor der Zeitenwende angebaut. Gemäß einer im Jahr 2001 durchgeführten DNA-Analyse ist sie eine wahrscheinlich natürliche Kreuzung zwischen einer Burgundersorte x Argant. Da die genetischen Unterschiede zwischen Pinot Blanc, Pinot Gris und Pinot Noir äußerst gering sind, liegt eine genaue Spezifizierung des Pinot-Typs noch nicht vor.
César ist eine Varietät der Edlen Weinrebe (Vitis vinifera). Sie besitzt zwittrige Blüten und ist somit selbstfruchtend. Beim Weinbau wird der ökonomische Nachteil vermieden, keinen Ertrag liefernde, männliche Pflanzen anbauen zu müssen.
Die wuchskräftige und ertragreiche Sorte treibt früh aus und ist demnach frostgefährdet. Ferner ist sie anfällig gegen den Echten und den Falschen Mehltau. In der Appellation Irancy werden aus ihr tanninreiche Rotweine mit kräftiger Farbe und einem Aroma von roten Früchten gekeltert, die meist mit Pinot Noir verschnitten werden. 
In Argentinien (ca. drei Hektar bestockte Fläche) und Chile wird ebenfalls eine Sorte namens Cesar angebaut. Eine Überprüfung, ob es sich um die gleiche Sorte handelt, steht noch aus. Beschreibungen verschiedener Ampelographen lassen jedoch eher den Schluss zu, dass die Sorten nicht identisch sind. 
Synonyme: Céear, Célar, Céelar, César Noir, Gros Monsieur, Gros Noir, Hureau, Lombard, Picargneau, Picargniol, Picargniot, Picarniau, Picorneau, Romain und Ronçain.
Abstammung: vermutlich Pinot Noir × Argant
Siehe auch die Artikel Weinbau in Frankreich, Weinbau in Argentinien und Weinbau in Chile sowie die Liste von Rebsorten.